# Saleen

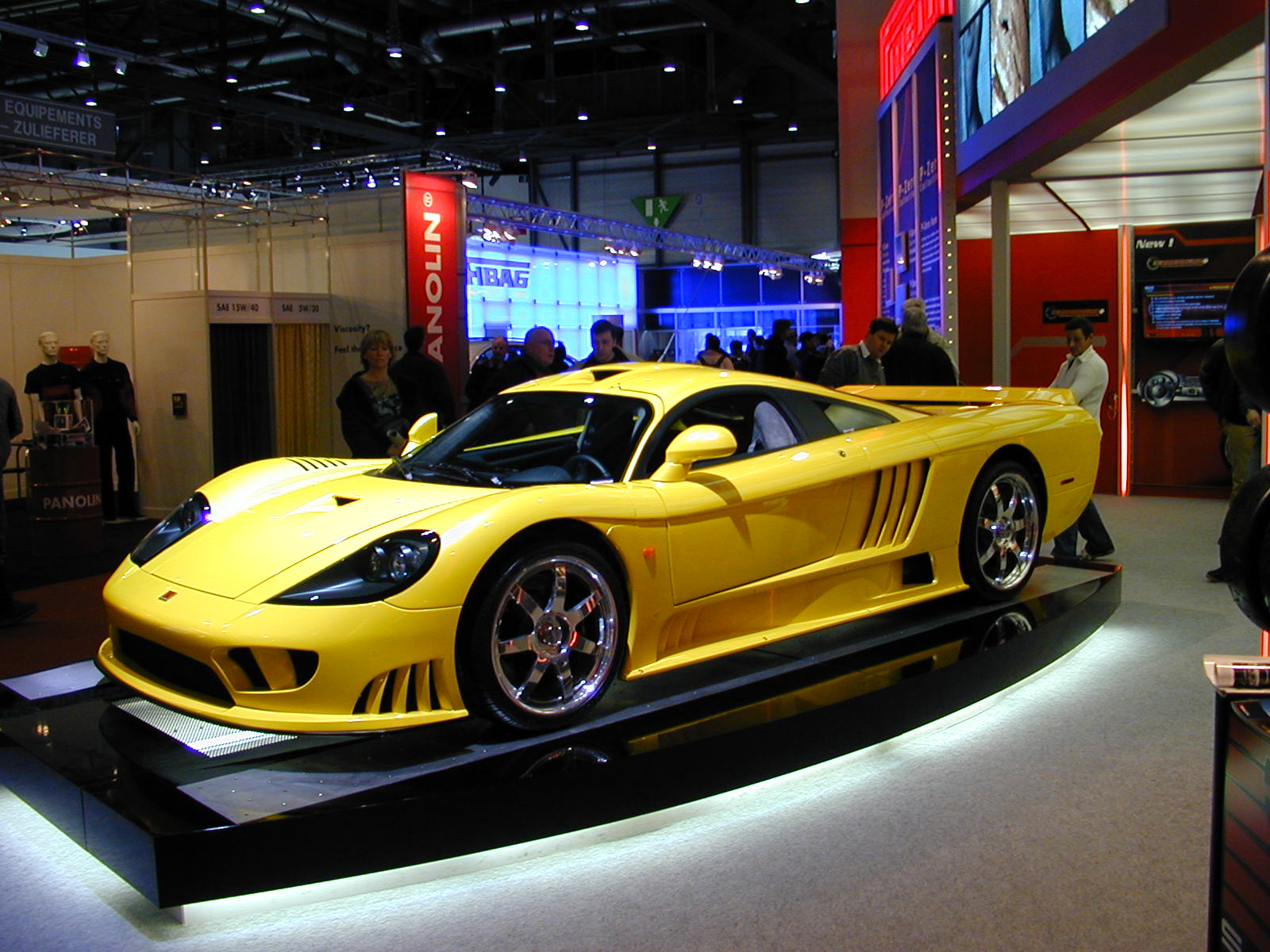
Saleen S7

Saleen är en amerikansk sportbilsbiltillverkare med huvudkontor i Corona, Kalifornien. Företaget grundades år 1983 som "Saleen Autosport" av Steve Saleen och har numera ca: 80 anställda.

## Modeller
Den mest kända modellen är supersportbilen Saleen S7. Företaget tillverkar även högprestandaversioner av olika Ford-modeller till exempel F150, Mustang och Explorer.